# 大刀 (中国の武器)
大刀（だいとう）とは、唐より用いられる中国のポールウェポンの一種。

## 概要
關刀、偃月刀などとも言う。満州語ではジャンク（jangkū）。長い柄の先に大きな刀を取り付けた形をしており、虎牙刀、鳳嘴刀、象鼻刀などさまざまな造形のバリエーションがある。青龍偃月刀が特に有名だが、刀である柳葉刀と混同されることが多い。
長い柄に幅広の片刃の刀身を付けた武器で、刀身の重量をもって「たたき斬る」のを目的とする。

## 種類

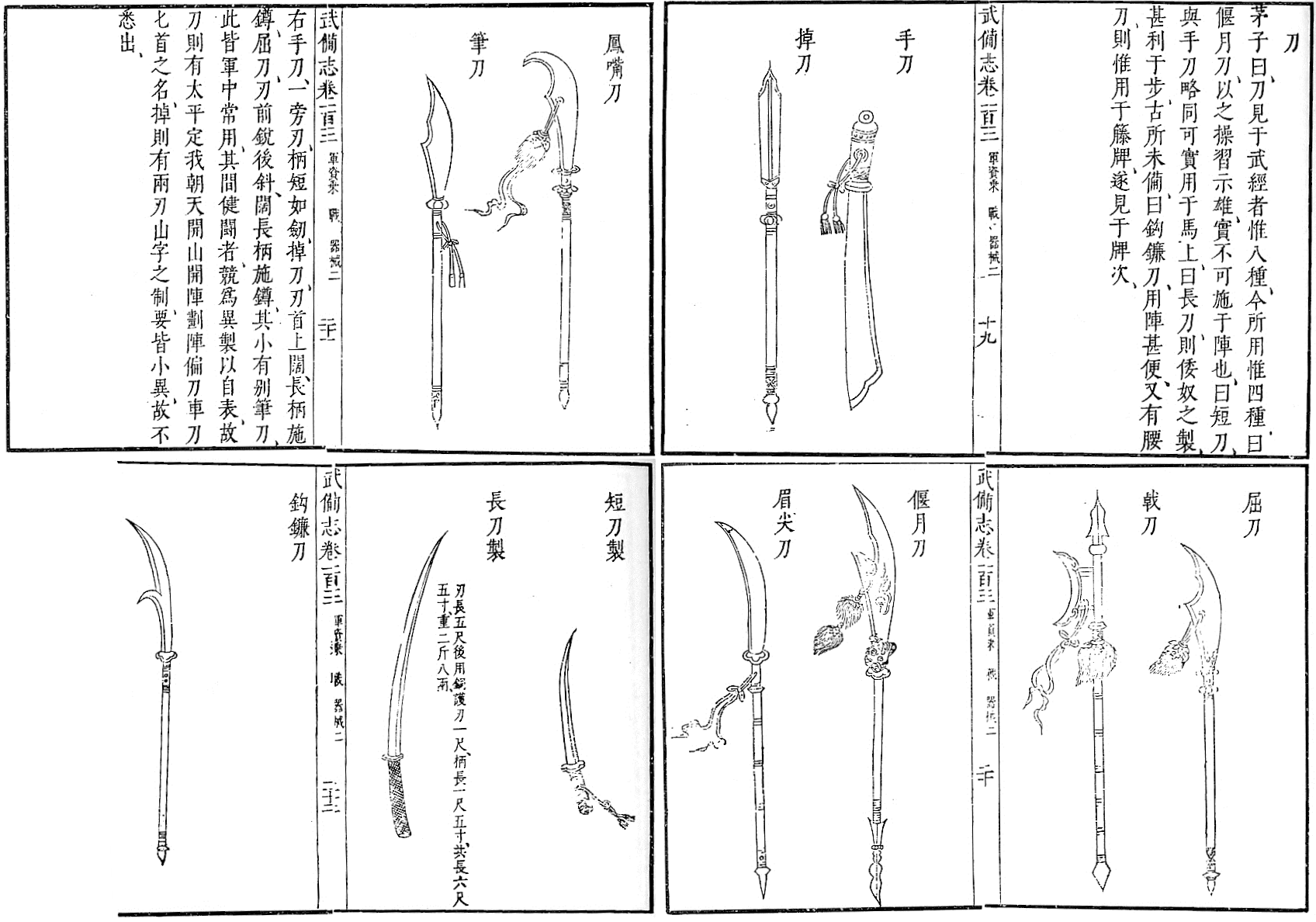
武備志に記載された宋代の大刀八種と明代の刀兵器

斬馬剣
前漢に斬馬剣と呼ばれる両刃の武器が登場する。これが後に大刀と二郎刀に分岐する。

大刀
斬馬剣から派生した武器。
宋代には大刀の種類として屈刀、掩月刀（偃月刀）、眉尖刀、鳳嘴刀、筆刀が存在したとされる。南宋初期には対重装騎兵用の武器として、大斧と共に重装歩兵の標準武器となるが、火器の発展と、重量からくる扱いづらさも相まって兵器として第一線より退くことになる。
刀八色
『武経験総要』に見る、宋の軍隊で使用された8種類の刀兵器の内、長柄の7種類
屈刀
刀身全体が大きく湾曲した刀。先端部が細長く尖っている以外は筆刀とほぼ同じ形状。
掩月刀/偃月刀
三日月状の刃をつけた刀。柄の反対側の石突部にも槍状の刃が取り付けられている。
青龍偃月刀
柄と刀身の接合部に龍の彫刻が施された偃月刀。小説『三国志演義』の中で関羽が愛用している武器である。

眉尖刀
大刀や青龍偃月刀に比べて刀身が細く、形状としては日本の薙刀とほぼ同じ。眉尖刀の名は人の眉のような形をした刃に由来する。また刃の根元には鍔が設けられており、敵の斬撃を受け止める事も可能となっている。刀身が細い分、重量も軽減されているため、実戦的な武器として使用例もある。
鳳嘴刀
刀身の先端が柄の方に向けて大きく反り返っている。その形状が鳳凰の嘴のように見えることからこの名で呼ばれる。
筆刀
刀身が木の葉のような形状で、それが筆の穂先に見えることから呼ばれる。先端部が太い以外は屈刀とほぼ同じ形状。
戟刀
青龍戟とも呼ばれる。槍のような刃の横に「月牙」と呼ばれる三日月状の刃が付いている。「月牙」が両側に付いているものは方天戟と呼ばれる。本来は槍から発展した武器だが、他の刀兵器と共に記載される。『三国志演義』の中で呂布が使用しているものは方天画戟と呼ばれる。
掉刀

鉤鎌刀
刀身の背面に鎌状の突起がついた大刀。『武備志』に見る。偃月刀に近い形状だが装飾が省かれ、全体的に簡素な造りになっている。刀身も小振りで軽量化されている。明代には偃月刀と鉤鎌刀が存在したが、偃月刀は重すぎるために訓練用とされ、武器としては鉤鎌刀や眉尖刀が用いられた。
象鼻刀
刃の先端が象が鼻を丸めたような形になっている。『三国志演義』の中で黄忠が使用している。
鷹頭刀
武器を縦に置いた時に、刀身が鷹の横顔に見える刀。
大桿刀
朴刀(両手持ちの幅広の刀)に長い柄を取り付けたもの。石突には丸い環が付いている。双手帯とも呼ばれる。
九環刀
刀身の背面に金属の輪が付けられている。同名の刀の柄を長くしたもの。この輪で音を出して威嚇し、敵が騎乗する馬を怯ませる。
緑営大刀
清の時代、緑営で用いられた大刀。それまでの物と比較すると全体的に小型化している。
寛刃刀
切っ先にかけて刃がF字形に大きく広がっているのは偃月刀に似た形状だが刀背部の鉤鎌は無い。全長六尺九寸二分(約264cm)、刀身二尺五寸(約95cm)、刀身の先端部の幅三寸(約11cm)、付け根はその半分、刃厚二分(約7.5mm)。柄長四尺(152cm)、石突き四寸六分(17.48cm)。柄の長さを半分に切り詰めた物を寛刃㓲刀という。
片刀
寛刃刀とは逆に切っ先が先細りになり、大きく反り返った刀。眉尖刀とほぼ同じ形状だが、より細身で薙刀に近い外観になっている。全長七尺一寸二分(270cm)、刃長二尺(76cm)、刃幅一寸三分(4.9cm)、刃厚二分、柄長四尺七寸(178.6cm)、鍔経四寸(15cm)。石突き四寸。
虎牙刀
刀身と柄がほぼ同じ長さの刀で長巻に似る。全長五尺四寸二分(約206cm)、刃長二尺七寸(103cm)、刃幅一寸一分、刃厚二分、鍔経三寸七分。
挑刀
緑営に付属する藤牌兵(台湾人兵士)の部隊が使用した長柄の刀。挑は中国語で担ぐ・掲げるという意味がある。全長七尺六寸二分、刃長二尺二寸、濶一寸五分、厚さ二分、柄長五尺、鍔経四寸六分、石突き四寸。漢軍に所属する藤牌営では一つの部隊につき最大で50本の挑刀が配備されたとある。
二郎刀
斬馬剣から派生した武器。三尖刀とも呼ばれる。剣のように真っ直ぐな両刃の刀身で、先端部が三つに別れた突起物になっている。『西遊記』や『封神演義』に登場する仙人、二郎真君が愛用している事からこの名で呼ばれる 。